# Fyr & Flamme
Fyr & Flamme is een Deens muziekduo bestaande uit Jesper Groth en Laurits Emanuel.

## Biografie
De groep werd in 2020 opgericht en wist met Menneskeforbruger meteen de top te bereiken in de Deense hitparade. Begin 2021 nam het duo deel aan Dansk Melodi Grand Prix, de Deense preselectie voor het Eurovisiesongfestival. Met het nummer Øve os på hinanden wonnen ze, waardoor ze hun vaderland mochten vertegenwoordigen op het Eurovisiesongfestival 2021 in Rotterdam, Nederland. Daar werden ze elfde in hun halve finale, wat niet volstond voor een plek in de finale.

## Discografie

### Singles
- "Menneskeforbruger" (2020)
- "Kamæleon" (2020)
- "Øve os på hinanden" (2021)
- "Kæreste" (2021)

1957: Birthe Wilke & Gustav Winckler · 
1958: Raquel Rastenni · 
1959: Birthe Wilke · 
1960: Katy Bødtger · 
1961: Dario Campeotto · 
1962: Ellen Winther · 
1963: Grethe & Jørgen Ingmann · 
1964: Bjørn Tidmand · 
1965: Birgit Brüel · 
1966: Ulla Pia · 
1978: Mabel · 
1979: Tommy Seebach · 
1980: Bamses Venner · 
1981: Tommy Seebach & Debbie Cameron · 
1982: Brixx · 
1983: Gry Johansen · 
1984: Hot Eyes · 
1985: Hot Eyes · 
1986: Trax · 
1987: Anne Cathrine Herdorf & Bandjo · 
1988: Hot Eyes · 
1989: Birthe Kjær · 
1990: Lonnie Devantier · 
1991: Anders Frandsen · 
1992: Lotte Nilsson & Kenny Lübcke · 
1993: Tommy Seebach Band · 
1995: Aud Wilken · 
1997: Kølig Kaj · 
1999: Michael Teschl & Trine Jepsen · 
2000: Olsen Brothers · 
2001: Rollo & King · 
2002: Malene · 
2004: Tomas Thordarson · 
2005: Jakob Sveistrup · 
2006: Sidsel Ben Semmane · 
2007: DQ · 
2008: Simon Mathew · 
2009: Niels Brinck · 
2010: Chanée & N'evergreen · 
2011: A Friend in London · 
2012: Soluna Samay · 
2013: Emmelie de Forest · 
2014: Basim · 
2015: Anti Social Media · 
2016: Lighthouse X · 
2017: Anja Nissen · 
2018: Rasmussen · 
2019: Leonora · 
2021: Fyr & Flamme · 
2022: REDDI · 
2023: Reiley · 
2024: Saba · 
2025: Sissal